# Deportivo Cine Bellavista-Tomé
El Deportivo y Cine Bellavista-Tomé, también conocido como Gimnasio Werner, es un inmueble ubicado en avenida Los Cerezos N° 240, Comuna de Tomé, Provincia de Concepción, Región del Biobío. Construido entre los años 1942 y 1947, el "Deportivo y Cine Bellavista-Tomé" se distingue por su arquitectura de carácter funcional y líneas simples, con una sumatoria de volúmenes netos adosados que dan cuenta de la diferenciación funcional de los espacios de la infraestructura del edificio, incorporando elementos del estilo Art Decó, para jerarquizar el acceso.
Posee un recinto principal que corresponde al gimnasio, y que se habilita como sala de cine, mediante un sistema de rieles que desplegaban la pantalla de proyección y las telas para oscurecer el lugar. El primer piso presenta recintos de apoyo como un hall de acceso y boletería, oficinas y recintos administrativos, bodegas, servicios higiénicos, cocina y sala multiuso, camarines y sala de caldera, además de la vivienda del cuidador. En el segundo piso se puede encontrar la sala multiuso y la sala de proyecciones del cine, que conserva la maquinaría original, consistente en dos máquinas para la proyección de películas, actualmente en desuso.

## Historia

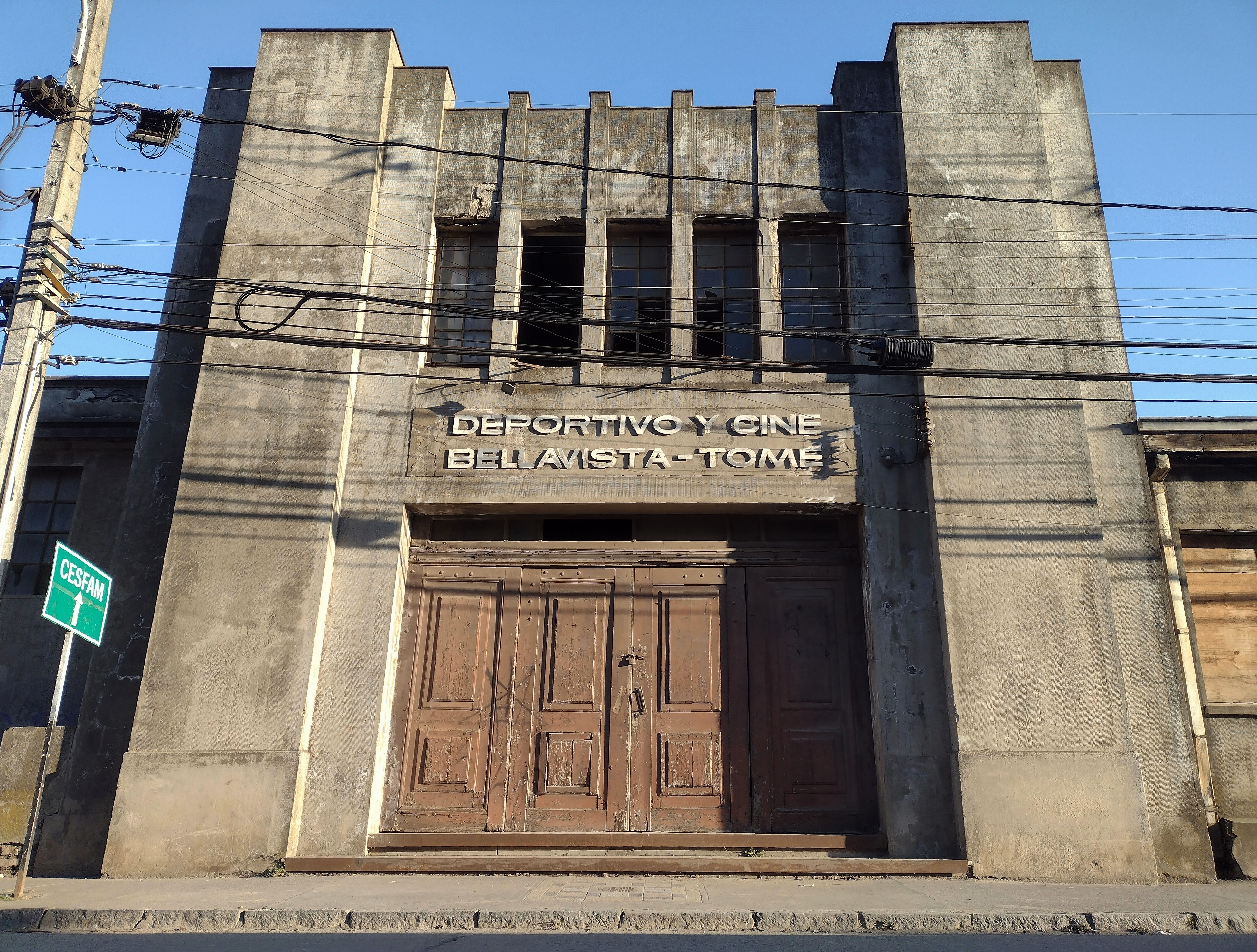
Deportivo y Cine Bellavista

El 23 de enero de 2013, el Deportivo y Cine Bellavista-Tomé fue declarado como Monumento Nacional de Chile en la categoría de Monumento Histórico en respuesta a la solicitud de la Ilustre Municipalidad de Tomé, representada en esos años por su alcalde Sr.Eduardo Aguilera. Son Monumentos Históricos los lugares, ruinas, construcciones y objetos de propiedad fiscal, municipal o particular que por su calidad e interés histórico o artístico o por su antigüedad, se han declarado como tales por decreto supremo, dictado a solicitud y previo acuerdo del Consejo de Monumentos Nacionales. En ese sentido, los valores y atributos patrimoniales que se le reconocen al Deportivo y Cine Bellavista-Tomé en la declaratoria del Consejo de Monumentos Nacionales son los históricos, arquitectónicos y sociales.

### Valores y atributos patrimoniales
1. Valor Histórico: el fenómeno de la industria textil en Tomé, se enmarca en el notable polo de desarrollo industrial y portuario de la Región del Biobío, a fines del siglo XIX, que determinó una historia fabril que marcó la identidad de la región. El barrio Bellavista de Tomé es el reflejo de la estratificación social propia de las ciudades industriales, ya que su configuración espacial y arquitectónica define un barrio de empleados con casas aisladas y pareadas de dos pisos y un barrio obrero que se configuró con fachada continua y viviendas de un piso. En ese contexto, uno de los edificios emblemáticos del Barrio Bellavista, por su emplazamiento, escala urbana y por su rol como equipamiento público, fue el Deportivo y Cine Bellavista-Tomé, testimonio del desarrollo sociocultural generado en torno a la Fabrica de Paños Bellavista Oveja Tomé, primera industria textil fundada en la localidad de Tomé, que potenció su desarrollo y consolidó una identidad asociada a esta actividad.[2]

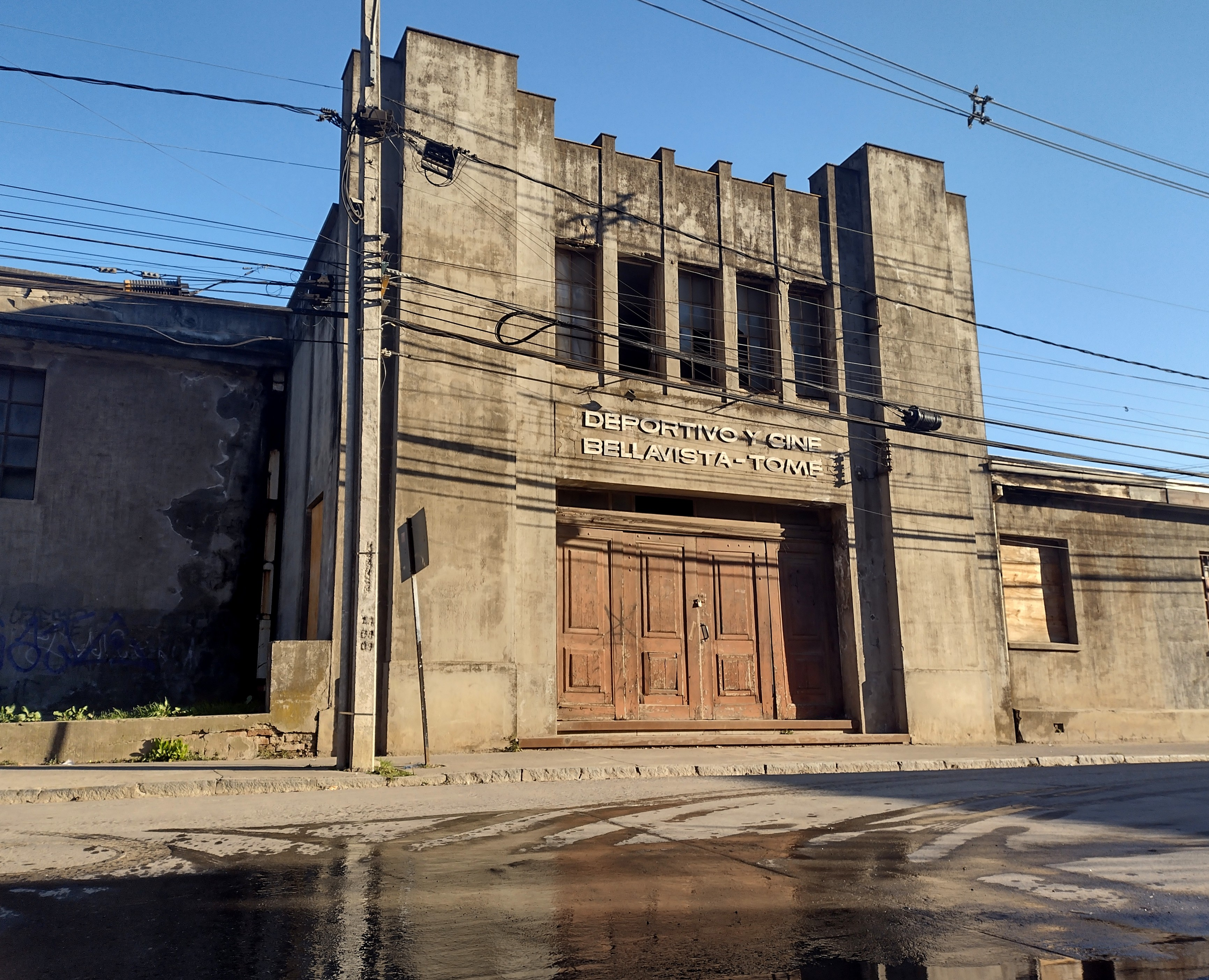
Deportivo Cine Bellavista

2. Deportivo Cine BellavistaValor Arquitectónico: el sistema constructivo del edificio manifiesta la influencia de la empresa textil en la construcción del barrio obrero, debido a que su estructura fue construida con ladrillos elaborados en la fábrica de paños y la arena de su estuco fue lavada en las mismas instalaciones. En el espacio principal, la estructura del techo es reflejo de la industrialización en la construcción de acero ya que se conforma por cerchas de acero de pequeñas escuadrías que en conjunto componen una estructura liviana de una estética singular. Por otro lado, destaca el sistema de rieles y poleas con el cual se desplegaban los lienzos que transformaban al recinto en una sala de proyecciones, convirtiendo el gimnasio en cine. Este sistema desplegaba el telón y cerraba con cortinas las ventanas laterales, mediante un sistema de roldanas.[2]
3. Valor Social: es un edificio representativo del objetivo de la empresa textil de mejorar su producción mediante la implementación de un sistema de organización urbana, y de la entrega de equipo comunitario para el encuentro y recreación de los trabajadores. Si bien el Deportivo Cine Bellavista-Tomé, fue concebido como equipamiento recreativo para los empleados y gerentes de la industria textil, su emplazamiento y programa potenció la integración entre el barrio de los empleados y el barrio obrero, al consolidarse como equipamiento comunitario en la década del '60. El inmueble es significativo en la memoria colectiva de la comunidad, debido a que en el contexto industrial los espacios y equipamientos comunitarios cobraban una especial relevancia y ha sido el único centro recreativo, que ha albergado la vida social del barrio por más de 50 años en sus dependencias.[2]